# Giovanna d'Arco al rogo
Giovanna d'Arco al rogo (prt: Joana d'Arc na Fogueira; bra: Joana d'Arc, ou Joana na Fogueira) é um filme franco-italiano de 1954 sobre a vida de Joana d'Arc (Giovanna d'Arco, em italiano), dirigido por Roberto Rossellini.

## Elenco
- Ingrid Bergman .... Joana d'Arc
- Tullio Carminati .... frei Domingos
- Giacinto Prandelli
- Augusto Romani
- Plinio Clabassi
- Saturno Meletti
- Agnese Dubbini
- Pietro de Palma
- Aldo Tenossi
- Pina Esca ....  (voz)
- Marcella Pillo ....  (voz)
- Giovanni Acolati ....  (voz)
- Miriam Pierazzini ....  (voz)
- Rina Dei
- Gerardo Gaudioso
- Luigi Paolillo
- Marcella Pobbe
- Mario Prandelli
- Silvio Santanelli
- Anna Tarallo